# Monteleone Rocca Doria
Monteleone Rocca Doria è un comune italiano di 107 abitanti della città metropolitana di Sassari. Il paese è situato nell'entroterra algherese e dista 35 km da Alghero e 40 km da Sassari. È il comune meno popolato della provincia e il secondo meno popolato della regione, dopo Baradili in provincia di Oristano.

## Storia
Area abitata già in epoca nuragica per la presenza di alcuni nuraghi, in epoca medievale sorgevano nella località un castello e un borgo, appartenenti ai Doria (secolo XIV). Il castello fu occupato dagli aragonesi nel 1436 dopo un assedio durato tre anni, e venne fatto smantellare dal re d'Aragona Alfonso V il Magnanimo insieme al borgo, che venne distrutto. Gli abitanti si rifugiarono in parte nella vicina villa di Monteleone (detta poi Villanova Monteleone), e in parte restarono a ricostruire il paese, che entrò a far parte della contea di Monteleone, che fu riscattata nel 1839 ai Brunengo, ultimi feudatari, con la soppressione del sistema feudale.

### Simboli
Lo stemma e il gonfalone del comune di Monteleone Rocca Doria sono stati concessi con decreto del presidente della Repubblica n. 5122 del 12 ottobre 1987.

## Monumenti e luoghi d'interesse

### Architetture religiose

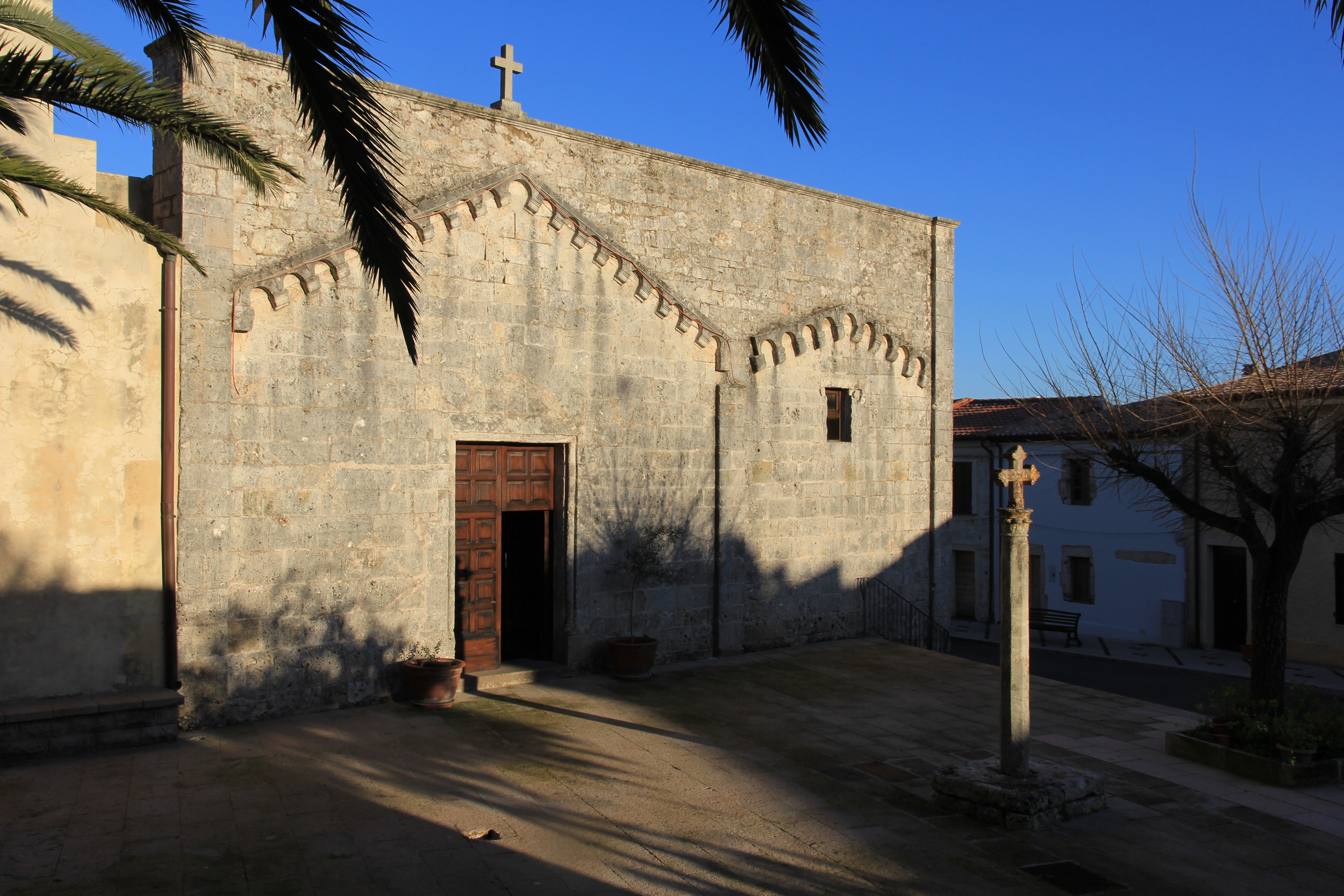
La chiesa di Santo Stefano

- Chiesa di Sant'Antonio
- Chiesa di Santo Stefano

### Architetture militari
- Rovine del castello Doria.

### Aree naturali
- Lago Temo

## Società

### Evoluzione demografica
Abitanti censiti

### Lingue e dialetti
La variante del sardo parlata a Monteleone Rocca Doria è quella logudorese settentrionale.

## Amministrazione

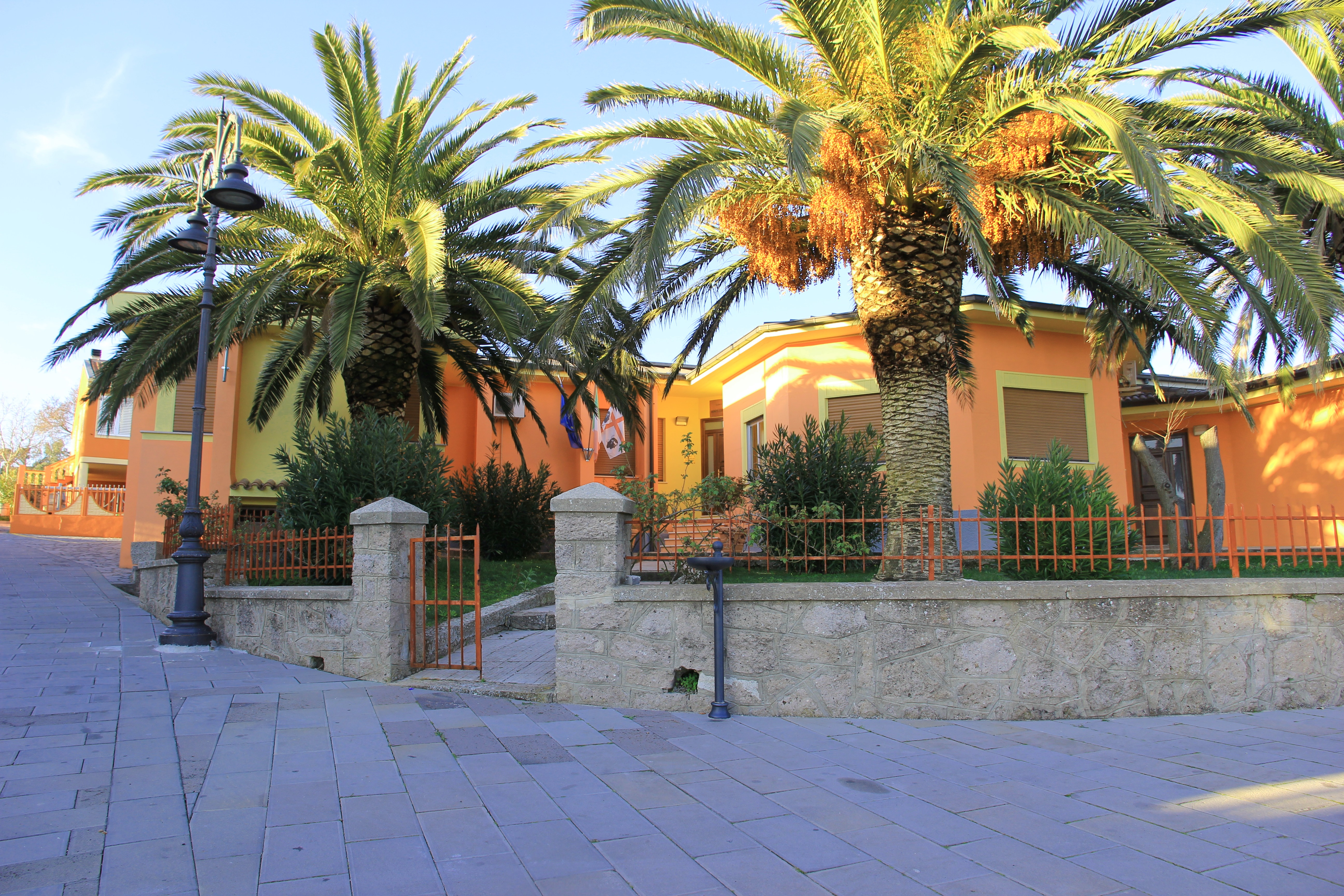
il municipio

| Periodo         | Periodo         | Primo cittadino        | Partito                             | Carica  | Note   |
| --------------- | --------------- | ---------------------- | ----------------------------------- | ------- | ------ |
| 6 giugno 1993   | 27 aprile 1997  | Stefano Giovanni Fresi | lista eterogenea                    | Sindaco | [ 6 ]  |
| 27 aprile 1997  | 13 maggio 2001  | Antonio Meloni         | liste civiche di centro-sinistra    | Sindaco | [ 7 ]  |
| 13 maggio 2001  | 28 maggio 2006  | Antonio Meloni         | lista civica                        | Sindaco | [ 8 ]  |
| 28 maggio 2006  | 15 maggio 2011  | Antonello Masala       | lista civica                        | Sindaco | [ 9 ]  |
| 15 maggio 2011  | 5 giugno 2016   | Antonello Masala       | lista civica "Uniti per Monteleone" | Sindaco | [ 10 ] |
| 6 giugno 2016   | 10 ottobre 2021 | Antonello Masala       | lista civica "Uniti per Monteleone" | Sindaco | [ 11 ] |
| 11 ottobre 2021 | -               | Giovannina Fresi       | lista civica "Nuovi orizzonti"      | Sindaco | [ 12 ] |